# Nabój .338 Winchester Magnum
Nabój .338 Winchester Magnum – amerykański nabój karabinowy wprowadzony w roku 1958 wraz z karabinem Winchester Model 70 Alaskan. Obecnie używany w policyjnych karabinach wyborowych.